# 蔡賜
蔡 賜（さい し、? - 紀元前208年）は、陳勝・呉広の乱を起こした陳勝に仕えた政治家。房君とも呼ばれた。陳勝を補佐して秦と戦ったが敗死した。

## 生涯
河南郡上蔡県に住んでいた。房という邑の爵位を持っていたため、房君と呼ばれていた。
二世元年（紀元前209年）7月、陳勝・呉広の乱が起こる。陳勝たちは陳城を制圧すると、陳勝は国号を張楚とし、王を名乗った。陳勝は、呉広を仮王に任じ、各地に呉広・武臣・張耳・陳余・鄧宗・葛嬰を派遣し、秦の土地を攻略させた。
同年8月、陳勝は、国中の豪傑を招いてともに謀議して、蔡賜を上柱国に任じた。
趙の地の攻略に派遣した武臣が邯鄲につくと、（陳勝に仰ぐことなく）、勝手に自立して趙王を名乗り、陳余を大将軍に任じ、張耳を右丞相に任じ、邵騒を左丞相に任じた。武臣が使者を送り、陳勝に報告すると、陳勝は武臣らの家族を皆殺しにして、軍を出して趙を攻撃しようとする。
蔡賜は陳勝を諫めた。「秦がまだ滅びてしないのに、武臣らの家族を誅殺するのは、また、別の秦を一つ生むようなものです。武臣たちが趙に自立したことを祝賀して、軍を西に出させて、秦を攻撃させるのがよいでしょう」。陳勝は蔡賜の発言に同意し、蔡賜の計略に従い、武臣らの家族を宮中に拘束して、張耳の子の張敖を成都君に封じた。陳勝は使者を遣わし、武臣の趙王即位を祝賀し、（武臣に対して）兵を西に向かって出して、函谷関へ侵入することをうながした。しかし、武臣は兵を西に進めずに、韓広に北の燕の地を攻めさせた。
呉広が滎陽城を囲んだ。
この頃、別動軍を率いた陳勝の将軍である周文（周章）が滎陽の西にある函谷関まで至り、函谷関を突破した。
同年9月、周文の軍が戯において陣を布いた。秦は章邯に討伐させ、章邯は周文の軍を破った。
二世二年（紀元前208年）11月、章邯に何度も敗北し、周文は自殺した。
呉広が配下の田臧によって殺された。田臧は秦軍を戦ったが、敗北して戦死した。
陽城に住んでいた鄧説が兵を率いて郯に軍を構えていた。章邯の別動隊の将が鄧説を撃破した。鄧説の軍は散り散りになり、鄧説は（陳勝のいる）陳に逃亡した。銍に住んでいた伍徐が兵を率いて、許に兵を構えていた。章邯は伍徐を撃破し、伍徐の軍も散り散りとなり、陳に逃亡した。陳勝は鄧説を誅殺した。
章邯が陳を攻撃する。この時、蔡賜は戦死する。陳勝もまた秦軍に敗れた。
同年12月、敗走した陳勝は部下の荘賈に裏切られ殺される。